# Mitsoobishy Jacson
Mitsoobishy Jacson est un groupe belge de rock, actif entre 1996 et 2010. Le groupe se forme d'abord en tant que projet parallèle et supergroupe de quelques noms connus de l'industrie musicale belge, dont Mauro Pawlowski, avant de devenir un groupe à part entière,.

## Histoire
Le groupe se forme en 1996 et sort son premier album Nougat in Koblenz la même année, sans avoir été annoncé au préalable. Au départ, le groupe est un projet à deux, composé de Mauro Pawlowski, alors actif au sein d'Evil Superstars, et de Peter Houben, chanteur et guitariste de Nemo. L'album reçoit immédiatement des critiques positives dans l'hebdomadaire Humo.
Après la séparation de son groupe Evil Superstars en 1998, Pawlowski reste actif avec Mitsoobishy Jacson, entre autres, et un deuxième album, Boys Together Out Rageously, sort en 1999. Le groupe reçoit alors le renfort de Pascal Deweze, actif au sein de Metal Molly, et de Guy Van Nueten, de The Sands. Le groupe se produit alors, entre autres, au festival Pukkelpop. Par la suite, la collaboration s'essouffle quelque peu. Les membres se rencontrent néanmoins sporadiquement. Les bandes d'un nouvel album disparaissent en 2006, mais sont retrouvées quelques années plus tard et publiées en 2009 sur l'album The Confusion of A.J. Schicksal 1927-1973.
La chanson Mitsoobishy Jacson est intégrée sur quelques compilations, dont The Settlement (no 18) et sur Humo - All 99 Good, et est également incluse dans la compilation God Owes Us a Swimming Pool en 2015,,. 

## Discographie

### Albums studio
- 1996 : Nougat in Koblenz (Brinkman)
- 1999 : Boys Together Out Rageously (Heavenhotel)
- 2009 :  The confusion of AJ Schicksal (Heavenhotel)

### EP et singles
- 1996 : Sun of Aerobics (Brinkman)